# Техасский университет Пермского бассейна
Техасский университет Пермского бассейна (англ. University of Texas Permian Basin; сокр. UTPB) — американский государственный университет в Одессе, штат Техас.
Входит в состав системы Техасского университета.

## История и деятельность
В 1969 году Законодательное собрание Техаса приняло решение о создании в Одессе университета «высшего уровня», то есть университет должен был предлагать обучение бакалаврам третьего и четвёртого года обучения, а также магистрам и аспирантам. Но функционирование учебного заведения было приостановлено судебным процессом, в котором истец оспаривал действительность документов о собственности университета. В конце концов вмешался Верховный суд Техаса, вынесший решение в пользу университета, и в апреле 1972 года был заложен университетский кампус.

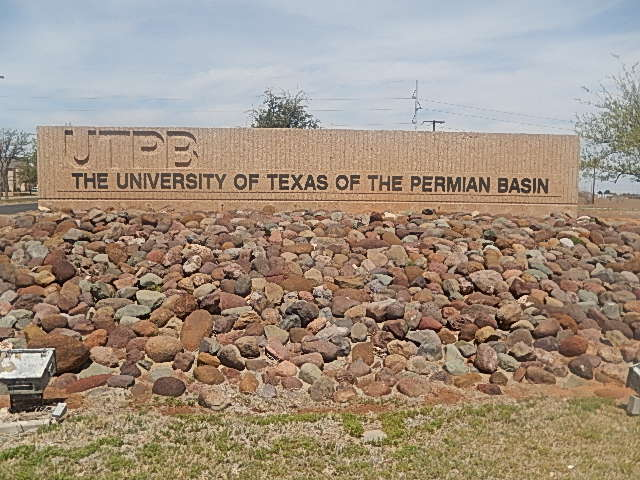
Стела на входе в университет

Полноценную деятельность Техасский университет Пермского бассейна начал в 1973 году. Среди тех, кто настаивал на его создании, был нефтепромышленник Уильям Ноэл, который вместе со своей женой Эллен (Ellen Witwer Noël) стали крупными благотворителями этого учебного заведения. Первым президентом университета стал Трэвис Вудворд (Travis Woodward), который находился в этой должности с 1970 по 1974 год.
С 1983 по 1991 год президентом Техасского университета Пермского бассейна был Дуэйн Лич (Duane Leach). В 1991 году университет начал принимать абитуриентов на первый и второй курс программ бакалавров. В 2000 году было завершено строительство библиотеки J. Conrad Dunagen Library и лекционного центра с мультимедийной лабораторией и классной комнатой на двадцать рабочих мест. В течение 2006 года университет вел переговоры с Комиссией по ядерному регулированию о строительстве высокотемпературного учебно-испытательного реактора, который был бы первым университетским исследовательским реактором, один из немногих реакторов типа HTGR в мире. В конце ноября 2016 года город Одесса выдал разрешение на его строительство.
Техасский университет Пермского бассейна предлагает степени бакалавра и магистра в своих пяти колледжах и школах:
- College of Arts and Sciences (Колледж искусств и наук)
- College of Business (Колледж бизнеса)
- College of Engineering (Инженерный колледж)
- College of Education (Образовательный колледж)
- College of Health Sciences and Human Performance (Колледж наук о здоровье и работоспособности человека)

Президентом университета с 2017 года является Сандра Вудли (Sandra Woodley).